# Aniba vulcanicola
Aniba vulcanicola är en lagerväxtart som beskrevs av H. van der Werff. Aniba vulcanicola ingår i släktet Aniba och familjen lagerväxter. Inga underarter finns listade i Catalogue of Life.